# Re:package Album "GIRLS' GENERATION" 〜The Boys〜
『Re:package Album "GIRLS' GENERATION" 〜The Boys〜』（リパッケージ・アルバム・ガールズ・ジェネレーション・ザ・ボーイズ）は、韓国のアイドルグループ少女時代のリパッケージアルバムである。2011年12月28日にNAYUTAWAVE RECORDS（ユニバーサルミュージック）より発売。

## 概要
- 少女時代の日本での1stアルバム『GIRLS' GENERATION』の収録曲に加え、「The Boys」日本語版と新曲「Time Machine」、既存の曲のリミックス版が収録され、ジャケットや特典も一新されている。
- 「リパッケージ」という形態は、既に発売されているアルバムに新曲・未発表曲を追加し、ジャケットをリニューアルするなどして新たに売り出す手法であり、アルバムを中心に売り出す韓国では通常の販売形式であるが、日本では初めての試みである。「リパッケージ」というくくりのため、2ndアルバムではなく1stアルバムの別形態としての扱いとなり、日本レコード協会の正味出荷数認定ではこのアルバムの出荷数は1stアルバムのものに加算されている。

## 収録曲

### CD
1. The Boys (JAPANESE ver.)
2. THE GREAT ESCAPE (Brian Lee remix)
3. BAD GIRL feat. DEV (The Cataracs remix)
4. Time Machine
  - UHA味覚糖 「e-maのど飴」CMソング (「都会に咲く花」篇)
5. MR.TAXI
6. GENIE
7. Gee
8. I'm In Love With The HERO
9. 훗(HOOT)
10. Let It Rain
11. Beautiful Stranger
12. you-aholic
13. Run Devil Run
14. BORN TO BE A LADY
15. MR.TAXI (Steve Aoki remix) ※Bonus Track

### DVD
Music Video
1. The Boys (English ver.)
2. BAD GIRL

## 仕様
- 【初回限定盤】(UPCH-29077) CD+DVD、外付け特典として、オリジナルラバーコースター2枚セット（ホワイトver.セットまたは、ブルーver.セットをランダムでプレゼント）
- 【期間限定盤】(UPCH-29078) CD+DVD、期間限定盤用撮り下ろしフォトブック、外付け特典として、特典ポスター2枚セット
- 【通常版】(UPCH-20269) CDのみ

- 初回限定盤、期間限定盤共に特製ケース・デジパックジャケット・36Pフォトブック付きである。外付け特典は両形態共に先着であり、なくなり次第終了となる。